# 圭亞那兵鯰
圭亞那兵鯰（学名：Corydoras guianensis），為輻鰭魚綱鯰形目美鯰科的一種熱帶淡水魚。种加词 guianensis 意为“圭亚那的”。分布於南美洲蘇利南與法屬圭亞那的沿海河川流域，體長可達4.2公分，棲息在沙底質有遮蔽物的溪流底層水域，生活習性不明。